# Gletscher-Edelraute
Die Gletscher-Edelraute (Artemisia glacialis) ist eine Pflanzenart aus der Familie der Korbblütler (Asteraceae).

## Beschreibung

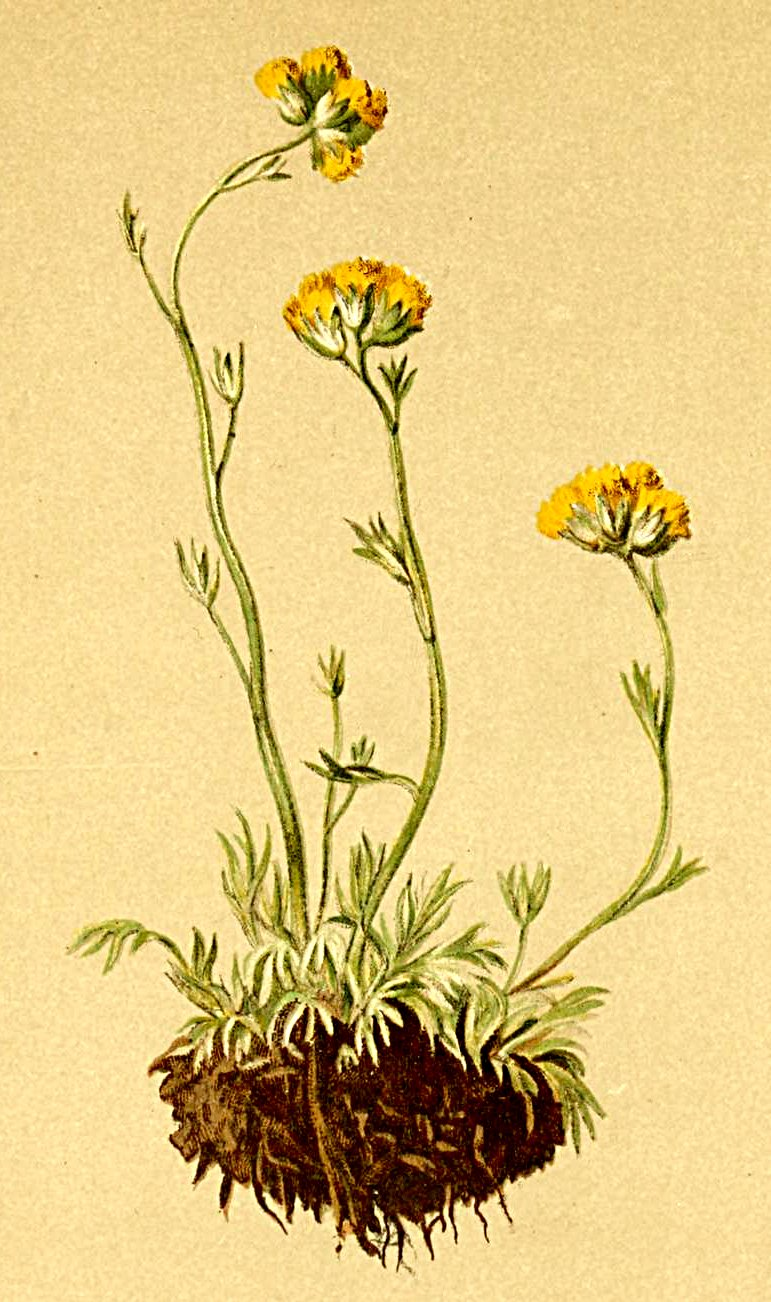
Illustration der Gletscher-Edelraute (Artemisia glacialis)

### Erscheinungsbild und Laubblatt
Die Gletscher-Edelraute wächst als ausdauernde krautige Pflanze mit Wuchshöhen von 5 bis 18 Zentimeter. Sie bildet dichte Rasen. Die oberirdischen Teile sind seidig-silbrig behaart. Die Stängel sind aufrecht oder aufsteigend und entfernt beblättert.
Die wechselständigen Laubblätter sind gestielt, die rosettenständigen sind 3 bis 4 Zentimeter lang. Die Blattspreite ist zweifach fiederschnittig mit dreispaltigen Abschnitten und schmal linealischen, etwas stumpfen Fiederlappen. Die oberen Stängelblätter sind lang gestielt und ihre Spreite ist weniger stark geteilt.

### Blütenstand, Blüte und Frucht
Die Gletscher-Edelraute blüht von Juni bis August. Die körbchenförmigen, im Durchmesser 4 bis 7 Millimeter großen Teilblütenstände stehen meist in einem endständigen, schirmtraubigen Gesamtblütenstand zusammen. Die eiförmigen, am oberen Ende stumpfen Hüllblätter sind in der Mitte grün gefärbt und besitzen einen braunen Hautrand. Sie sind seidig-zottig behaart und bilden die halbkugelige Hülle. Der spreublattlose Körbchenboden ist dicht behaart. In einem Körbchen stehen 25 bis 50 leuchtend gelbe und unbehaarte Röhrenblüten zusammen. Die randständigen bis zu zehn Blüten sind weiblich, die übrigen Blüten sind zwittrig. Der Fruchtboden ist dicht kurzhaarig. Die Früchte sind verkehrt-eiförmige und kahle Achänen.

### Chromosomenzahl
Die Chromosomenzahl beträgt 2n = 16.

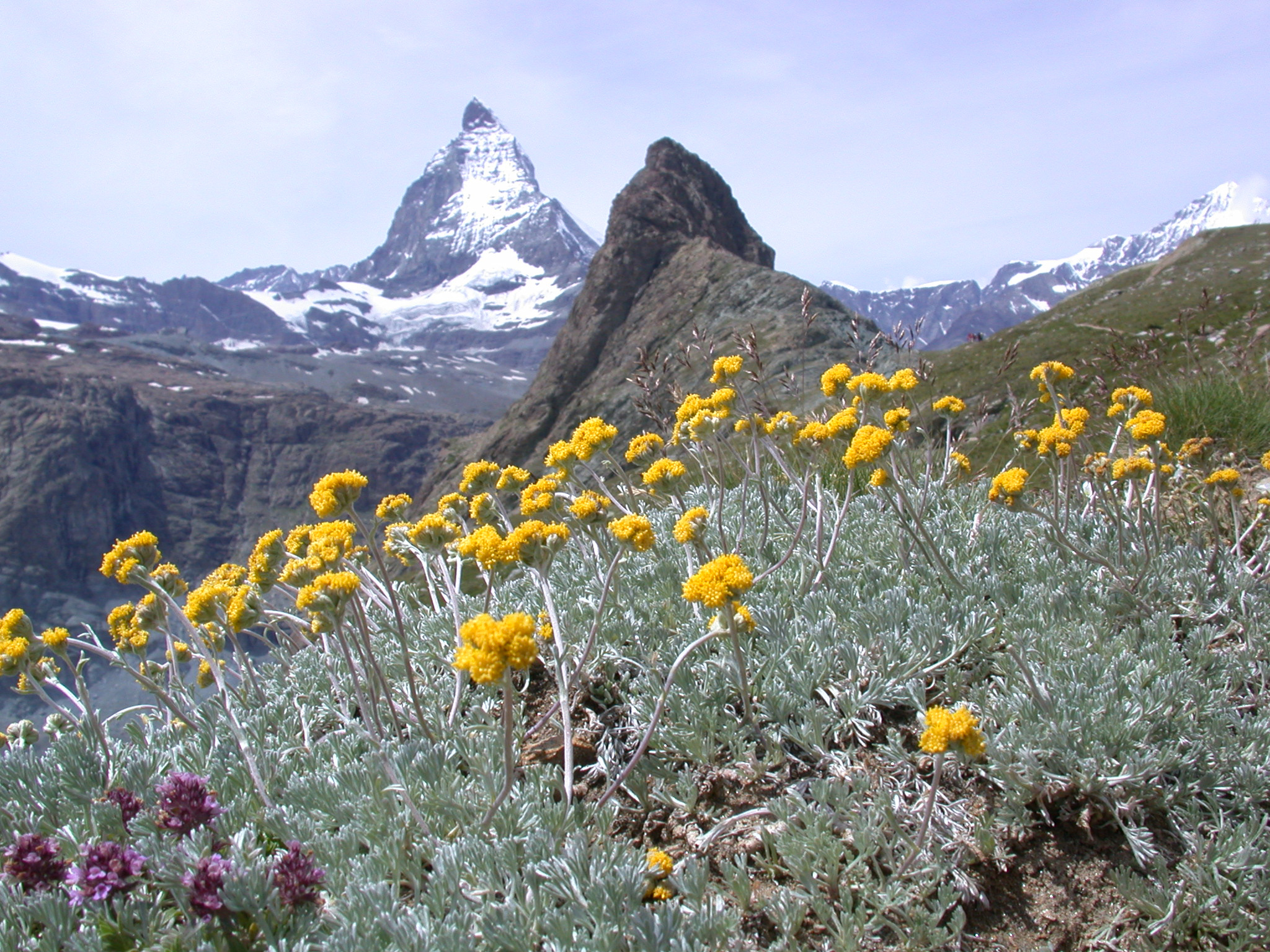
Gletscher-Edelraute (Artemisia glacialis) vor Riffelhorn und Matterhorn

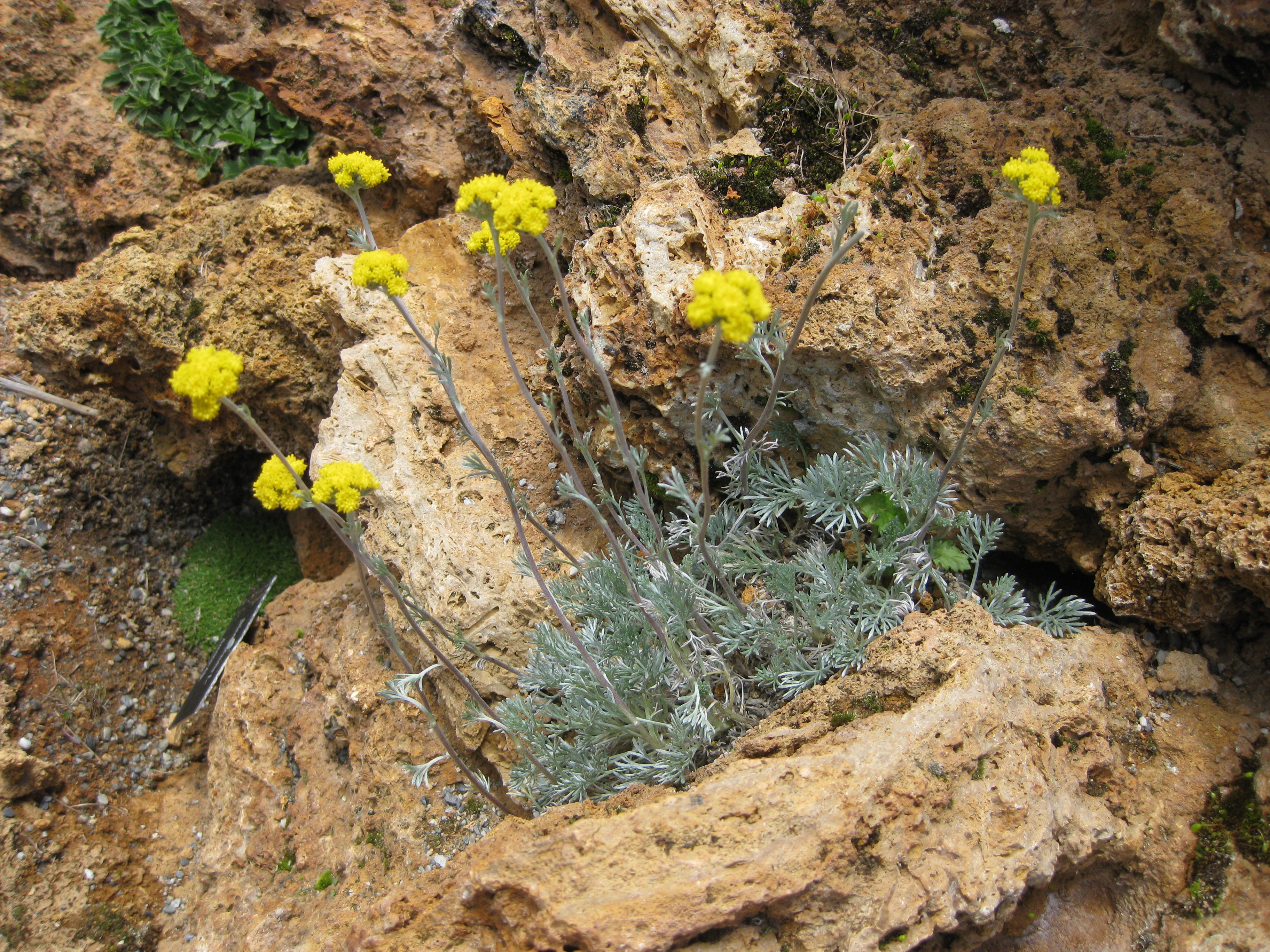
Gletscher-Edelraute (Artemisia glacialis)

## Vorkommen, Gefährdung und Schutz
Die Gletscher-Edelraute ist in den südwestlichen Alpen beheimatet, nämlich in denen Italiens, der Schweiz und Frankreichs. Sie wächst auf Schiefergestein auf Felsen und Geröllhalden in Höhenlagen von 2000 bis 3100 Meter. Selten wurden 3135 Meter Meereshöhe erreicht (Penninische Alpen).
Die ökologischen Zeigerwerte nach Landolt et al. 2010 sind in der Schweiz: Feuchtezahl F = 1+ (trocken), Lichtzahl L = 5 (sehr hell), Reaktionszahl R = 3 (schwach sauer bis neutral), Temperaturzahl T = 1 (alpin und nival), Nährstoffzahl N = 2 (nährstoffarm), Kontinentalitätszahl K = 4 (subkontinental).
Sie wird in der Schweiz in der Roten Liste als „potenziell gefährdet“ geführt und zählt zu den geschützten Pflanzen der Schweiz und Frankreichs.

## Systematik
Artemisia glacialis wurde 1763 von Carl von Linné in der zweiten Auflage von Species Plantarum, Band 2, S. 1187 erstbeschrieben.

## Trivialnamen
Im deutschsprachigen Raum werden oder wurden für diese Pflanzenart, zum Teil nur regional, auch die folgenden weiteren Trivialnamen verwandt: Eisstabwurz (Berner Oberland), Gabuse (Bern), Gletscher-Gabüsen (Berner Oberland), Grüner Raut (Pongau, Pinzgau, Zillertal), Silberrauten (Fusch im Pinzgau) und Wildeisskraut (Pongau, Pinzgau, Zillertal).